# Grand Theft Auto: London, 1961
Grand Theft Auto Mission Pack #2: London, 1961 és una expansió gratuïta del videojoc Grand Theft Auto i GTA: London 1969. Com que al GTA: London 1969 utilitza el mateix motor que Grand Theft Auto. Aquesta expansió afegeix noves missions, 22 nous vehicles, una nova seqüència i un nou mapa de duel entre 2 jugadors situat a Manchester.

## Videojocs relacionats
Aquesta expansió, té com a lloc vuit anys abans del que va passar amb el seu predecessor GTA: London 1969. Tanmateix, per poder-lo instal·lar és necessari tenir la primera expansió i, naturalment, el Grand Theft Auto. L'expansió és només per PC i el fitxer de només 7MB pot ser descarregat gratuïtament a la pàgina de GTA: London 1969.
- GTA: London 1969
- Grand Theft Auto (la saga)